# 몬테네그로의 엘레나
엘레나 페트로비치네고시(세르보크로아트어: Jelena Petrović Njegoš) 혹은 몬테네그로의 엘레나(이탈리아어: Elena del Montenegro, 1873년 1월 8일 ~ 1952년 11월 28일)는 몬테네그로 왕국의 공주이자 이탈리아 국왕 비토리오 에마누엘레 3세의 왕비이다.

## 생애
1873년 몬테네그로 공작 니콜라 1세의 3남 9녀 중 다섯 번째 딸로 태어났다. 형제들과 함께 체티네에서 어린 시절을 보낸 뒤, 러시아의 황제 알렉산드르 3세의 아내 마리아 표도로브나 황후의 보살핌을 받으며 상트페테르부르크에서 공부했다. 엘레나는 1896년 10월 24일 로마의 퀴리날레 궁전에서 이탈리아의 왕위 계승자인 나폴리 공작 비토리오 에마누엘레와 결혼했다. 부부는 1남 4녀를 두었다. 
1900년 시아버지 움베르토 1세의 암살로 비토리오 에마누엘레가 새 국왕으로 즉위했고, 엘레나는 이탈리아 왕비 및 알바니아 왕비, 에티오피아 황후 등을 겸임하게 되었다. 1946년 왕정이 폐지된 뒤에는 이집트의 국왕 파루크 1세의 비호를 받으며 알렉산드리아에서 살았다. 1947년 남편과 사별한 엘레나는 1952년 프랑스의 몽펠리에에서 암으로 세상을 떠났다.